# Max Koecher
Max Koecher, nemški matematik, * 20. januar 1924, Weimar, Nemčija, † 7. februar 1990, Lengerich, Vestfalija, Nemčija.
Koecher je deloval na področju teorije Jordanovih algeber, kjer je uvedel konstrukcijo Liejeve algebre. Odkril je načelo omejenosti v teoriji Siegelovih modulskih formah.